# 丸紅マシンツールズ
丸紅マシンツールズ株式会社（まるべにマシンツールズ）は、かつて存在していた工作機械専門商社で、丸紅の子会社。2017年（平成29年）7月1日に、同じく丸紅子会社の丸紅テクノシステム株式会社に吸収合併され、消滅した。

## 沿革
- 1967年 昭和42年 津上健一が「津上特機株式会社」を東京都港区新橋に創立、工作機械・自動化機械の 販売を開始
- 2004年 平成16年 「トッキ株式会社」からFAシステム及び工作機械販売の事業部門が独立し 新会社「トッキ・インダストリーズ株式会社」として発足
- 2010年 平成22年 社名を「丸紅トッキ･インダストリーズ」に変更し、丸紅㈱の連結子会社となる
- 2010年 平成22年 日本国内社名を「丸紅マシンツールズ」に変更。
- 2017年（平成29年）7月1日、同じく丸紅子会社の丸紅テクノシステム株式会社に吸収合併され、解散。